# Richard Handley
Pour les articles homonymes, voir Handley (homonymie).
Richard Handley, né le 1er septembre 1990 à Wigan, est un coureur cycliste britannique.

## Biographie
Richard Handley naît le 1er septembre 1990 à Wigan au Royaume-Uni.
Membre de l'équipe Raleigh-GAC de 2010 à 2011, il entre en 2012 dans l'équipe Rapha Condor-Sharp devenue Rapha Condor JLT puis JLT Condor.

## Palmarès
- 2012[1]
  - 5e étape du Tour de León
  - 3e du championnat de Grande-Bretagne du contre-la-montre
- 2013
  - 3e du Ryedale Grand Prix
- 2014
  - Prologue du Mzansi Tour
  - 2e étape du Tour de Corée
  - Ryedale Grand Prix

## Classements mondiaux
| Année            | 2013 | 2014 |
| ---------------- | ---- | ---- |
| UCI Africa Tour  |      | 110e |
| UCI America Tour |      | 427e |
| UCI Asia Tour    | 368e | 134e |
| UCI Europe Tour  |      | 740e |